# Alois Monti
Alois Monti (Abbiategrasso, 13 ottobre 1839 – Vienna, 30 ottobre 1909) è stato un pediatra austriaco.

## Biografia
Figlio di un giudice, che si trasferì a Vienna per raggiungere il più alto grado della magistratura alla corte suprema dell'impero austriaco, fu fratello di Francesco Monti, il quale diverrà avvocato e pretore a Lodi, e dunque zio di Achille e Rina Monti. Studiò medicina all'Università di Vienna, dove si laureò nel 1862, divenendo medico chirurgo nel 1863. Allievo di Franz Mayr nell'ospedale pediatrico Sant'Anna di Vienna, divenne assistente del suo successore, Hermann von Widerhofer.
Nel 1870 conseguì la libera docenza e nel 1877 fondò con Adolf Baginsky la rivista scientifica Centralzeitung für Kinderheilkunde, che nel 1879 diventò Archiv für Kinderheilkunde diretta insieme a Baginsky e Maximilian Herz (1837-1890); nel 1881 divenne professore straordinario di pediatria.
Promosso professore ordinario nel 1887, nel 1893 assunse la direzione del policlinico generale di Vienna, dove formò numerosi pediatri oltre ad aggiungere un reparto di degenza a quello ambulatoriale; nel 1908 venne eletto consigliere di corte dell'impero austro-ungarico.
Dalle nozze con Marietta Lem ebbe la figlia Maria "Mizzi" Monti.

## Opere
- Alois Monti, Ueber Croup im Kindersalter, Vienna, Urban & Schwarzenberg, 1875.
- Alois Monti, Kinderheilkunde in Einzeldarstellungen, Vienna, Urban & Schwarzenberg, 1897.
- Alois Monti, Die Ernährung der Säuglinge nach dem Heutigen Standpunkte, Vienna, Urban & Schwarzenberg, 1906.